# 마우저 C96
마우저 C96(독일어: Mauser C96)은 1896년부터 1937년까지 독일의 마우저 사에서 생산된 반자동 권총이다. 이 총의 무허가 복제품 또한 20세기 전반에 스페인과 중국에서 제조되어 세계적으로 사용된 권총이다.
C96의 특징적인 요소는 방아쇠 앞에 있는 일체형 탄창, 긴 총포신, 짧은 총열 소총의 안정성을 제공하고 권총집이나 휴대용 케이스로도 사용되는 나무 개머리판, 그리고 빗자루 손잡이 모양의 그립이다. 이 그립 때문에 영어권에서는 "브룸핸들"이라는 별명을 얻었고, 중국에서는 직사각형의 내부 탄창과 나무 상자 모양의 분리형 개머리판에 수납할 수 있었기 때문에 "박스 캐논"(중국어: 盒子炮, 병음: hézipào)이라는 별명을 얻었다.
긴 총열과 고속 탄약을 사용하여 마우저 C96은 동시대의 다른 대부분의 권총보다 우수한 사거리와 더 나은 관통력을 가졌다. 7.63×25mm 마우저 탄약은 1935년 .357 매그넘 탄약이 등장하기 전까지 상업적으로 제조된 권총 탄약 중 가장 높은 속도를 가졌다.
마우저는 약 100만 정의 C96 권총을 제조했으며, 스페인과 중국에서 생산된 수는 많지만 생산 기록이 부실하여 정확한 수는 알 수 없다.

## 역사

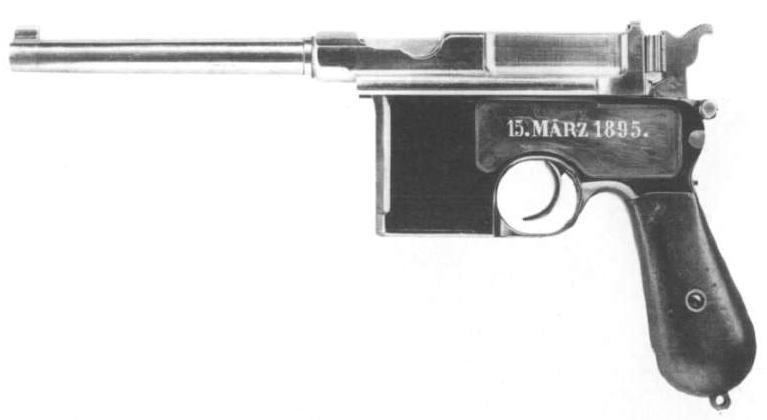
초기 C96 시제품

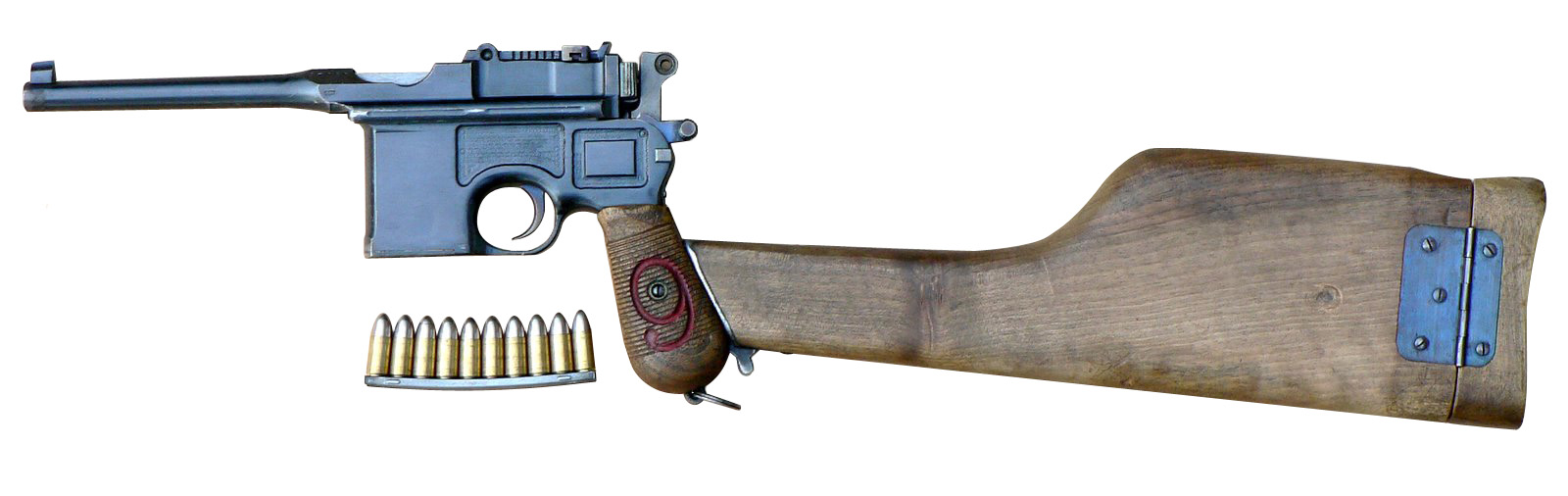
개머리판이 장착된 "레드 9" 마우저 C96

1896년 도입된 지 1년 만에 C96은 정부와 민간인, 개별 군 장교들에게 상업적으로 판매되었다. 마우저 C96 권총은 20세기 초 영국 장교들(자비로 사이드암을 구매해야 했던) 사이에서 인기가 많았다. 마우저는 영국 웨슬리 리차즈에 C96을 재판매하기 위해 공급했다. 그러나 제1차 세계 대전이 시작되면서 영국군 사이에서 C96의 인기는 시들해졌다.
군용 사이드암으로서 이 권총은 부활절 봉기와 아일랜드 독립 전쟁, 그리고 제1차 세계 대전과 아일랜드 내전을 포함한 다양한 전쟁에서 사용되었으며, 당시 이 총은 동시대 라트비아 아나키스트인 피터 페인터 (메트로폴리탄 경찰이 붙인 별명)가 이 총을 사용했다고 믿어졌고, 권총 손잡이가 붓 손잡이처럼 생겼다는 이유로 "피터 더 페인터"라는 별명을 얻었다. 또한 에스토니아 독립 전쟁, 스페인 내전, 국공 내전 및 제2차 세계 대전에서도 사용되었다. 중국의 군벌 시대에는 유럽의 중국 군벌에 대한 소총 수출 금지 조치로 인해 C96이 당시 군대의 주력 무기가 되었고, 이 권총의 기본 형태가 광범위하게 복사되었다. C96은 러시아 내전에서 한쪽 편의 볼셰비키 정치위원들과 다른 편의 다양한 군벌 및 갱단 두목들 사이에서 단순히 "마우저"로 불리며 주력 무기가 되었다. 공산주의 혁명가인 야코프 유롭스키와 표트르 예르마코프는 1918년 7월 러시아 황실을 처형할 때 마우저를 사용했다.
윈스턴 처칠은 마우저 C96을 좋아했고 1898년 옴두르만 전투와 제2차 보어 전쟁에서 사용했다. 아라비아의 로렌스는 중동에서 활동할 당시 일정 기간 동안 마우저 C96을 휴대했다. 인도 혁명가 람 프라사드 비스밀과 그의 동지들은 1925년 8월 역사적인 카코리 열차 강도 사건에서 이 마우저 권총을 사용했다. 중국 공산주의 장군 주더는 난창 봉기와 그 이후의 분쟁에서 마우저 C96을 휴대했으며, 그의 총(그의 이름이 새겨져 있음)은 베이징시 전쟁 박물관에 소장되어 있다.
세 자루의 마우저 C96이 1921년 스페인 총리 에두아르도 다토 암살에 사용되었고, 1934년 마르세유에서 유고슬라비아 국왕 알렉산다르 1세 암살에 마우저 C96이 사용되었다.
수입된 C96 복제품과 국내 생산 복제품은 중일 전쟁과 국공 내전에서 중국군이 광범위하게 사용했으며, 스페인 내전에서는 스페인군이, 제2차 세계 대전에서는 독일군이 사용했다.
표준 7.63×25mm 구경 외에도 C96 권총은 일반적으로 9mm 파라벨룸 구경으로도 제작되었으며, 소량은 9mm 마우저 수출용으로도 생산되었다. 1940년, 마우저 관계자들은 C-96을 9×25mm 마우저 수출용 탄약으로 업그레이드하여 .357 매그넘의 탄도학적 성능과 일치시키자고 제안했다. 마지막으로 .45 ACP 구경으로 제작된 중국산 모델도 있었다. 권총의 전 세계적인 인기와 명성에도 불구하고, 중국은 C96을 군대와 경찰의 주력 개인용 권총으로 사용한 유일한 국가였다.

## 계약 변형

### 1897년 튀르키예 육군 마우저
마우저의 첫 군사 계약은 1897년 오스만 정부와 체결되었다. 그들은 왕궁 근위대를 위해 1,000정의 권총을 주문했다. 이 총들은 1번부터 1000번까지 자체 일련 번호 범위를 가졌다. 탄젠트 조준경과 일련번호에 페르시아어 숫자 체계를 사용하고, 그레고리력 "1896/1897"년 대신 이슬람력 "1314"년으로 지정된 것이 특징이다. 표식에는 약실 양쪽의 육각별과 술탄 압뒬하미트 2세의 문장(교차된 튀르키예 국기, 다양한 폴암, 그리고 그의 왕실 상훈 컬렉션) 및 사각형의 왼쪽 후방 프레임 패널에 이슬람력 "1314"가 포함되어 있다. 술탄의 통치 아래 잠재적인 군사 쿠데타에 대한 우려가 커서 많은 C96 권총을 포함한 대부분의 무기가 병기창에 잠겨 있었다. 청년 튀르크당 혁명 이후 이 권총들은 군대와 경찰에 지급되어 사용되었다. 일부는 제1차 세계 대전에서 전투에 사용되었으며, 전쟁 후에는 구식으로 간주되어 군대나 경찰 장교들에게 싸게 판매되었다. 이 모든 것이 많은 사용과 매우 혹독한 조건에서의 사용을 의미했으며, 그 결과 오늘날까지 살아남은 표본은 거의 없다.

### 1899년 이탈리아 해군 마우저
1899년, 이탈리아 정부는 마우저의 첫 주요 군사 계약을 체결했다. 이탈리아 왕립 해군을 위한 5,000정의 C96 권총 주문이었다. 이 총들은 리시버가 "슬랩사이드"(즉, 상업용 마우저에서 발견되는 측면의 밀링이 없음)였다는 점에서 다르다. 또한 초기 "콘 해머"(헤드 측면에 늑골이 있는 원뿔 모양의 돌출부가 있는 스퍼리스 해머) 대신 "링 해머"(헤드에 구멍이 있는 스퍼리스 해머)를 가졌다. 이 총들은 1번부터 5000번까지 자체 일련 번호 범위를 가졌다.

### 1910년 페르시아 계약 마우저
페르시아 정부는 1,000정의 권총을 주문했다. 이 총들은 리시버의 왼쪽 사각형 밀링 패널에 페르시아 정부의 "사자와 태양" 휘장이 있으며, 일련 번호는 154000번부터 154999번까지이다. 튀르키예 계약 마우저와 자주 혼동된다.

### M1916 오스트리아 계약
오스트리아-헝가리는 표준 7.63×25mm 구경 마우저 50,000정을 주문했다. 소량은 알 수 없는 이유로 8mm 가서 (8.11×27mm)로 총열이 교체되었다.

### M1916 프로이센 "레드 9"

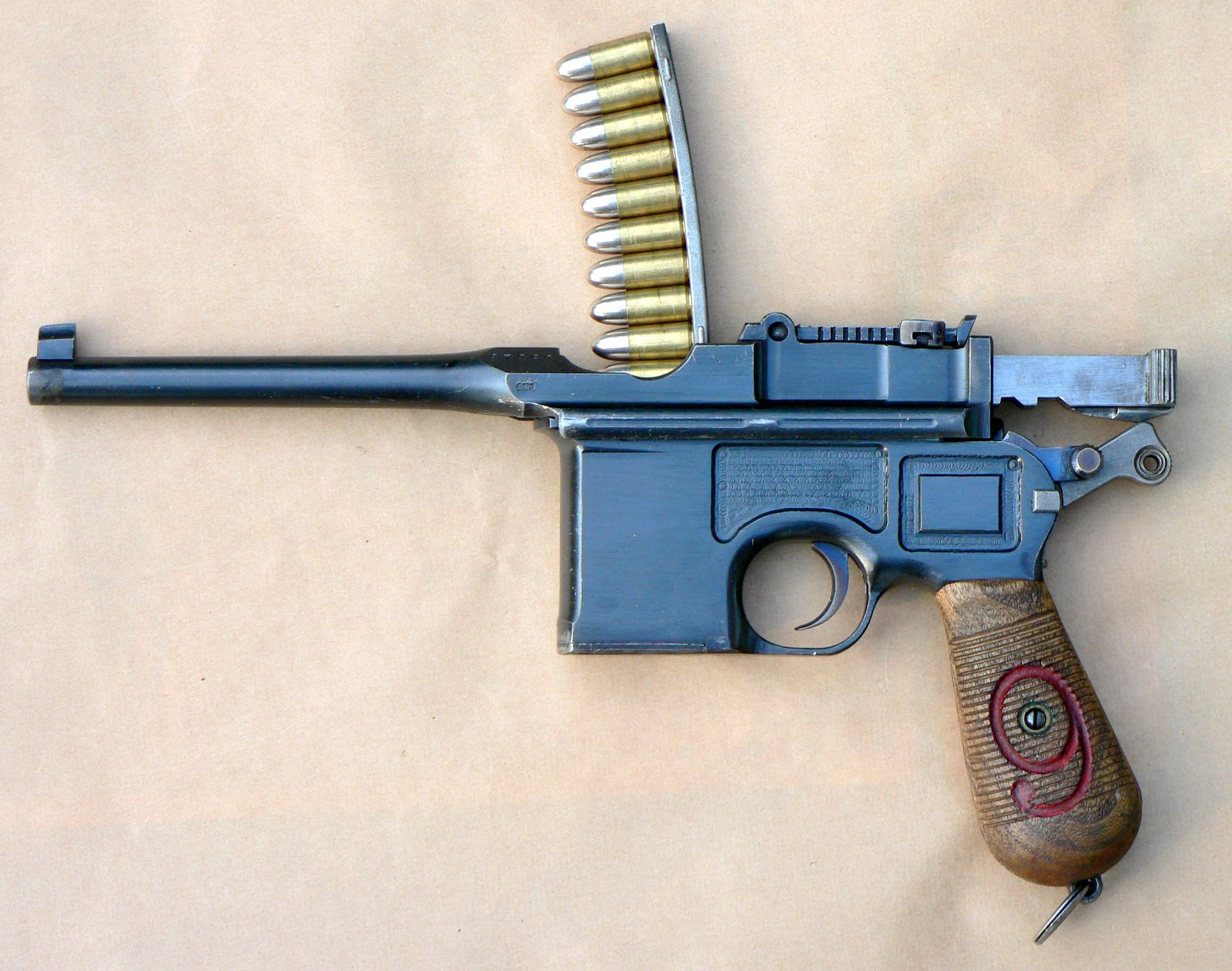
스트리퍼 클립이 장착된 마우저 "레드 9" C96

제1차 세계 대전 중 제국 독일군은 표준 지급 권총인 DWM P.08 권총의 느린 생산 속도를 보완하기 위해 마우저와 150,000정의 9mm 파라벨룸 구경 C96 권총 계약을 체결했다. 이 총들은 7.63mm 마우저와 동일한 클립 장전식 내부 상자형 탄창을 사용하며 10발을 장전할 수 있다. 이 C96 변형은 손잡이 패널에 빨간색으로 새겨진 큰 숫자 9 때문에 "레드 9"라는 이름이 붙었다. (이는 사용자들에게 7.63mm 탄약을 잘못 장전하지 않도록 경고하기 위함이었다.) 군대에서 각 부대 병기고에 상표 등록을 위임했기 때문에 모든 9mm 권총에 숫자 9가 새겨져 있지는 않다. 주문된 150,000정의 권총 중 약 137,000정이 전쟁이 끝나기 전에 납품되었다. 원래 9mm 권총은 7.63mm-대-9mm 개조 총과 구별할 수 있는데, 원래 9mm 권총은 9mm용 조준기(50m-500m 표시)를 가지고 있는 반면 7.63mm용 조준기(50m-800m 표시)는 가지고 있지 않다.

### M1920 프랑스 경찰 계약
프랑스 정부는 국가헌병대를 위해 99-밀리미터 (3.9 in) 총열의 권총 2,000정을 주문했다. 이 권총은 나무 손잡이 대신 검은색 에보나이트 손잡이를 가지고 있다.

### 제2차 세계 대전 루프트바페 계약
독일 정부는 1940년에 루프트바페에서 사용하기 위해 7,800정의 상업용 M1930 권총을 구매했다. 이 총들은 독일 국방군의 시험 사격 마크가 있으며, 마우저 일련 번호는 1930년대 초중반에 해당한다. 이 총은 1937년에 생산이 중단되었지만, 남은 재고로 주문이 채워졌다. 케르스텐, 몰, 슈미트에 따르면, 이 총들은 아마도 국방군 최고사령부에 의해 구매되어 루프트바페의 오토바이 및 대공포 승무원에게 지급되었을 것이다.

## 주요 변형
표준 상업 모델 외에도 C96에는 여러 변형이 있었다. 가장 흔한 변형은 아래에 자세히 설명되어 있다.

### M1896 기병 카빈
실험적 아이디어 중 하나는 경기병이 사용하기 위한 권총-카빈을 만드는 것이었다. 이 총들은 "슬랩사이드" 리시버, 표준 10발 탄창, 영구적으로 부착된 나무 개머리판 및 전방 손잡이, 그리고 길어진 300 밀리미터 (12 in) (초기 생산) 또는 370 밀리미터 (15 in) (후기 생산) 총열을 가졌다. 판매 부진과 군사적 관심 부족으로 1899년 이후 생산이 중단되었다.
카빈 버전은 스포츠용으로도 제한적인 관심만 받았고, 생산량이 적어 권총 버전의 약 두 배 가격으로 매우 귀중한 수집품으로 평가된다. 최근 네이비 암즈(Navy Arms)와 같은 수입업체들은 미국에서 판매하기 위해 16인치 이상의 총열을 가진 마우저 카빈 복제품을 수입했다.

### M1896 컴팩트 마우저
전체 크기의 그립, 6발 내장 탄창, 그리고 120-밀리미터 (4.7 in) 총열을 가진 마우저 권총 버전. 1899년까지 생산이 점차 중단되었다.

### M1896 장교용 모델
이것은 제국 리볼버와 같이 곡선형 나무 또는 경질 고무 그립을 가진 변형 컴팩트 마우저의 비공식적인 용어이다. 이 이름은 미국 육군이 자국군의 자동 장전 권총 시험에 참여하기 위해 보낸 마우저 권총에 붙인 명칭에서 유래한다.

### M1898 권총 카빈
이것은 나무 개머리판-권총집 겸용으로 제작된 최초의 모델이다. 개머리판은 케이스 또는 권총집으로 사용되며, 그립 프레임에 파인 슬롯에 부착된다.

### M1912 마우저 수출 모델
이 모델은 9×25mm 마우저 수출 탄약을 처음으로 사용했다. 남미와 중국의 무기 시장에 어필하기 위해 설계되었다. 이 구경의 마우저 C96 권총은 일반적으로 탄창 팔로어의 상단 표면에 홈이 파여 있어 곧은 9×25mm 탄약을 쉽게 공급할 수 있다. 총열의 강선은 독특하게 13:8의 회전율을 가진다. 또한 약실 주위에 확장된 평평한 표면은 9×25mm 탄약의 더 높은 압력을 수용하기 위해 더 길다. 이 구경의 마우저 C96 예시는 드물지만, 개인 수집가 시장에서 여전히 간혹 발견된다. 9×25mm 마우저 수출 구경은 제1차 세계 대전 중 군사 생산으로 무기 산업이 재편되면서 시장에서 퇴조했지만, 1930년대 기관단총 구경으로 인기를 되찾았다.

### M1917 마우저 참호 카빈

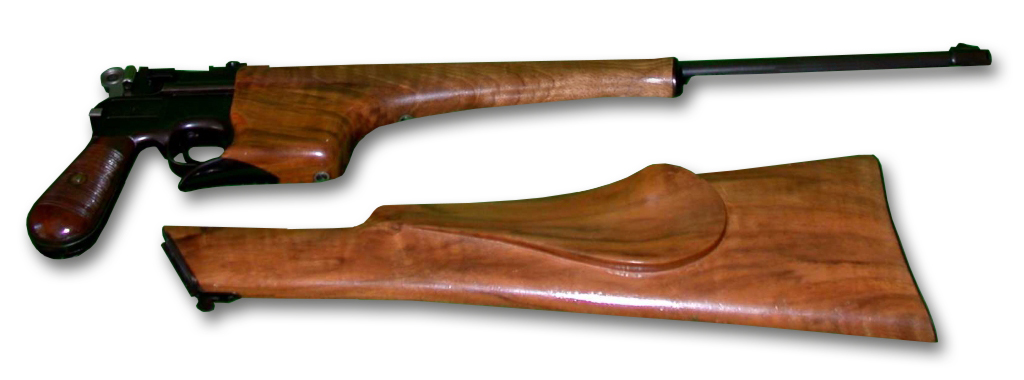
마우저 C96 참호 카빈

이 모델은 M1896 기병 카빈과 유사하게 확장된 개머리판과 총열을 특징으로 한다. 또한 40발 탄창과 9×19mm 파라벨룸 탄을 사용한다. M1917 마우저 참호 카빈은 제1차 세계 대전 중에 도입되었으며, 근접 전투에서 비싼 랑게 피스톨 08을 대체할 저렴한 대안으로 의도되었다. 그러나 제국 독일군은 이것이 비용 효율적인 대체품이 아니라고 판단하여 프로젝트는 곧 포기되었고, 극히 소수만이 제작되었다.

### M1920 마우저 개조
베르사유 조약 (1919년 체결)은 독일 무기 제조사에 대해 권총 총열 길이와 구경에 여러 제한을 가했다. 독일 정부 지급 또는 국내 시장 판매용 권총은 총열 길이가 4인치를 초과할 수 없었고 9mm 탄약을 사용할 수 없었다.
바이마르 공화국은 귀환 병사들로부터 귀중한 무기를 회수하기 위해 군용 또는 군용 스타일 무기의 개인 소유를 금지했다. 압수된 무기는 정부군을 무장시키는 데 사용되었으며, 이로 인해 군용 및 민간 무기가 혼합된 상태가 되었다. 베르사유 조약의 조건을 충족하기 위해 이 무기들을 개조하는 대규모 작업이 시작되었다.
규정 준수를 위해 바이마르 정부 소유의 전전 C.96 모델은 총열을 99 밀리미터 (3.9 in)로 잘라야 했다. 이는 탄젠트 조준기를 고정 조준기로 교체해야 한다는 것을 의미했다. 또한 표준 7.63×25mm 마우저 탄으로 개조되어야 했지만, 일부 하이브리드 마우저는 7.65mm 파라벨룸 구경의 해군 루거 총열을 재활용하여 제작되었다. 규정 준수된 압수된 정부 지급 총기에는 M1920이라는 마크가 찍혔다. 이러한 관행은 금지 조치가 무시되고 개조가 중단된 후에도 독일군 권총에 계속되었다.

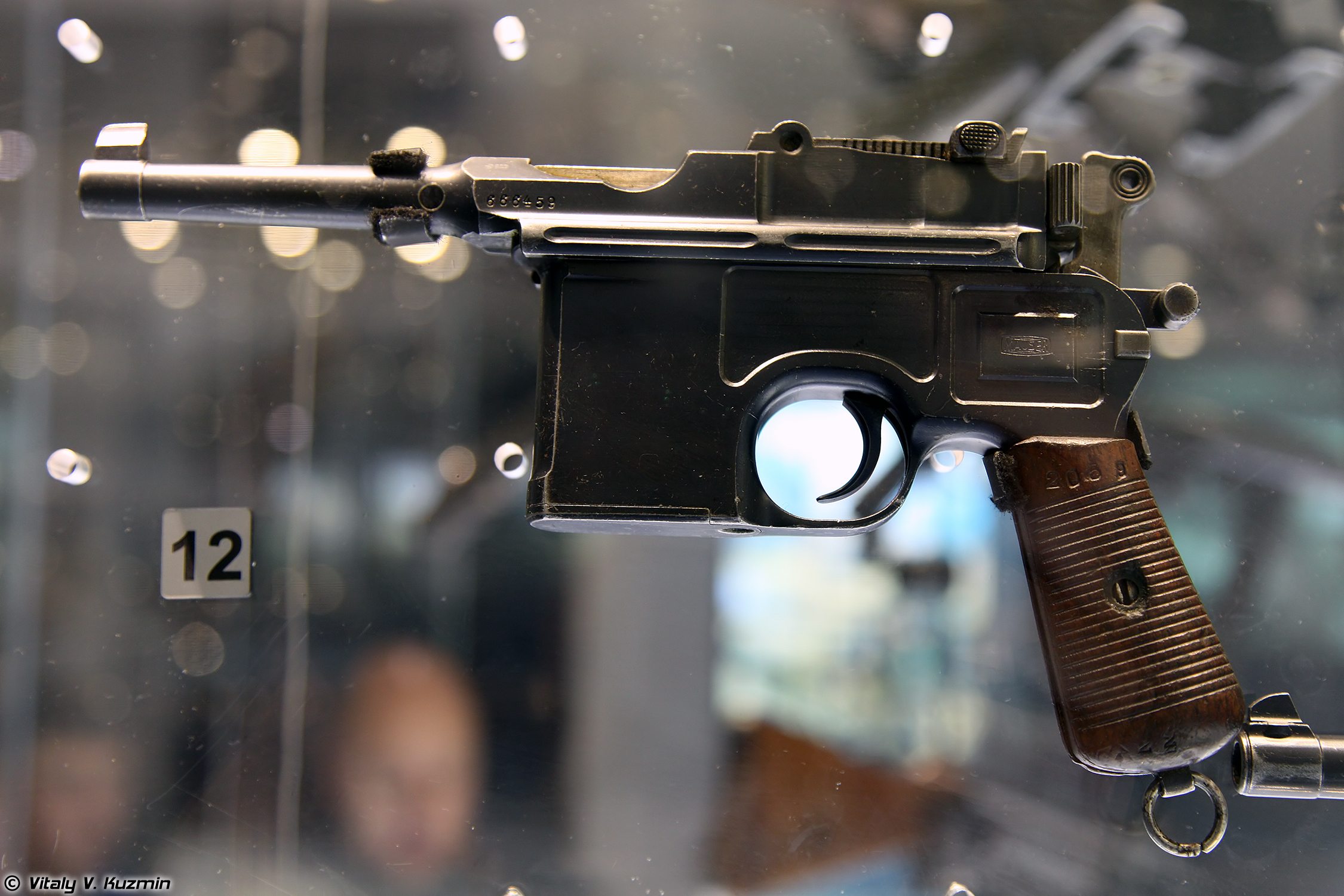
2016년 툴라 주립 무기 박물관의 마우저 C96 M1920 볼로

### M1921 "볼로" 마우저
마우저는 1920년부터 1921년까지 상업 판매를 위한 C96의 규정 준수 버전을 제조하기 시작했다. 이 총은 더 작은 그립, 짧은 99-밀리미터 (3.9 in) 총열, 그리고 표준 7.63×25mm 마우저 탄을 사용했다. 금지된 9×19mm 파라벨룸 및 9×25mm 마우저 수출 탄약을 국내 판매용으로 대체하기 위해 실험적인 8.15×25.2mm 마우저 탄약(DWM 580)이 사용되었지만, 9mm 구경을 대체하지는 못했다.
이 무기의 대량 생산은 1921년부터 1930년까지 이루어졌다. 이 총은 분쟁 지역인 발트해 지역의 군대에 대량으로 판매되었으며, 폴란드군, 리투아니아군, 독일 자유군단 및 러시아 백군이 사용했다. 초기 소련의 볼셰비키 정부(그리고 이후의 붉은 군대)는 1920년대에 이 모델을 대량으로 구매했으며, 패배한 적들로부터도 압수했다. 이 독특한 권총은 볼셰비키와 연관되어 "볼로"라는 별명을 얻었다. "볼로" 모델은 더 짧은 총열과 더 작은 전체 크기로 인해 총을 숨기기 더 쉬웠기 때문에 다른 지역에서도 인기가 많았다.
1930년에는 "볼로" 프레임을 사용했지만 더 긴 132-밀리미터 (5.2 in) 총열을 가진 과도기 버전도 있었다.

### M1930 마우저
수집가들 사이에서는 M30으로도 알려진 이 모델은 M1921 마우저의 단순화 및 개선 버전이었다. 여러 정밀 가공 세부 사항을 제거하여 생산을 단순화하고 "전전"의 큰 그립과 긴 총열로 돌아갔다. 초기 M30 모델은 132-밀리미터 (5.2 in) 총열을 가졌지만, 후기 모델은 전통적인 140-밀리미터 (5.5 in) 총열로 바뀌었다. 1930년부터 1937년까지 생산되었다.
요제프 니클은 1930년에 선택 발사 개조를 설계했다. 이 개조는 장시간 연속 발사 시 "쿡오프"(과열로 인한 추진제의 자연 발화로 인한 발사) 경향이 있었다. 이 모델은 1930년부터 1931년 사이에 4,000정이 생산되었다.
M1932 / M712 변형이 완전자동이었기 때문에, 그 기반이 된 반자동 M1930은 때때로 전쟁 잉여물 판매상과 수집가들 사이에서 M711로 불리기도 했다.

### M1932/M712 슈넬포이어

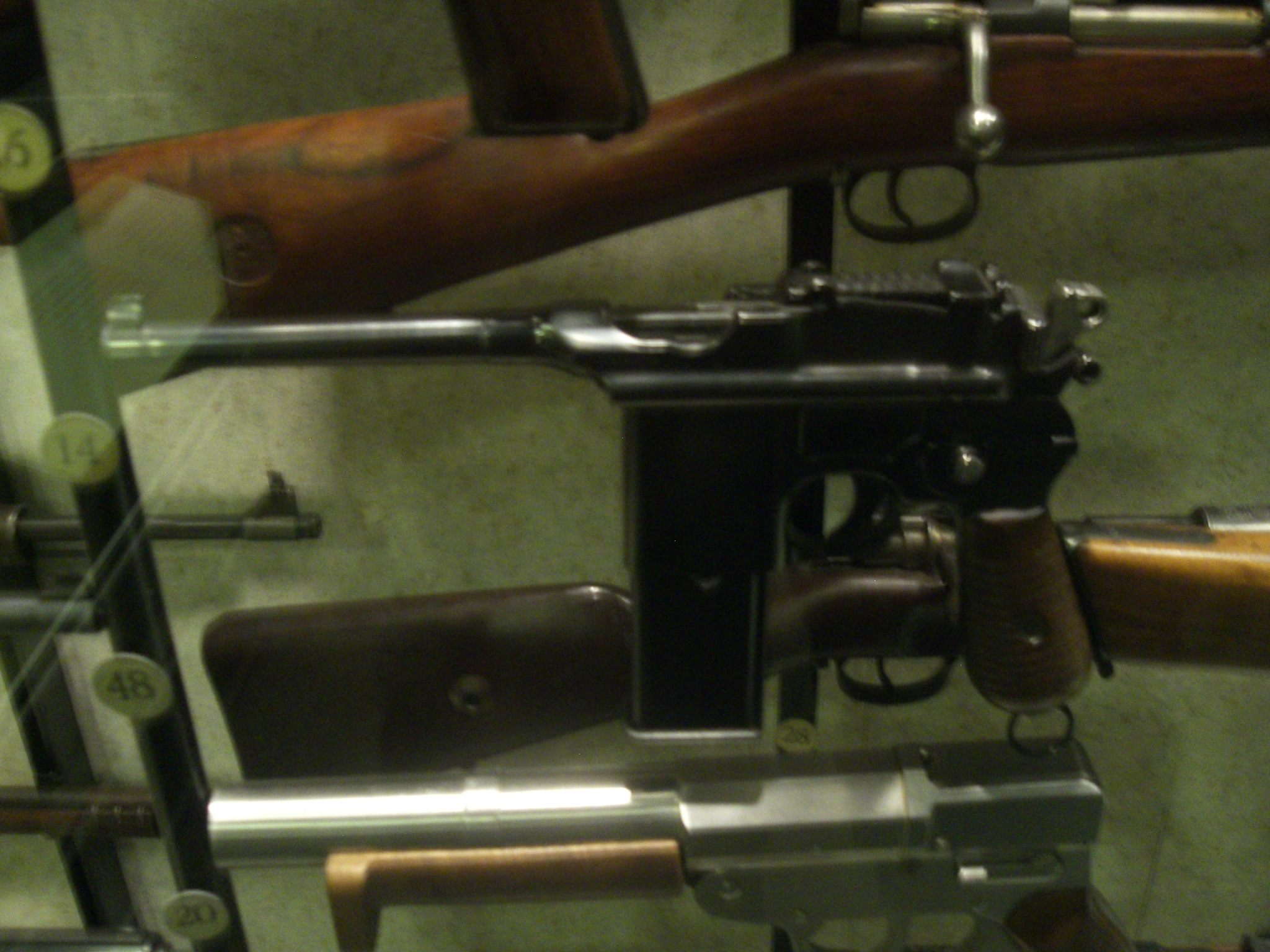
국립 화기 박물관의 M712 슈넬포이어

스페인의 총기 제조업체인 베이스테기 에르마노스(Beistegui Hermanos)와 아스트라(Astra)는 1927년과 1928년에 각각 C96의 분리형 탄창 장전식, 선택 사격 버전을 생산하기 시작했으며, 이는 극동 지역으로 수출하기 위한 것이었다.
마우저는 카를 베스팅거(Karl Westinger)가 설계한 자체 선택 사격, 분리형 탄창 M30 버전인 슈넬포이어(Schnellfeuer, 급사) 생산을 시작했다. 생산은 1932년에 시작되어 1936년에 끝났으며, 이로 인해 수집가들 사이에서 "M1932"라는 비공식 명칭이 붙었다. 매우 성공적인 디자인으로, 총 98,000정가량이 생산되었고 자체 일련 번호 시리즈를 가졌다.
이것은 주로 남미와 중국 또는 나중에 스페인 내전의 대립하는 양측으로 수출하기 위한 것이었다. 1932년부터 1935년까지 유고슬라비아 군대는 산악 부대와 특수 작전 부대를 무장시키기 위해 7.63mm와 9mm 파라벨룸 모두에서 슈넬포이어 배치 테스트를 수행했다. 유고슬라비아군이 요청한 개선 사항에는 분리형 총열, 개선된 전방 및 후방 조준기, 지속적인 사격 시 파손을 방지하기 위한 더 튼튼한 부품, 그리고 "해머 바이트"를 피하기 위한 개머리판 위치 하향 조정이 포함되었다.
소수의 M1932가 제2차 세계 대전 중 독일 독일 국방군에 공급되었으며, 이들은 이를 M712로 지정했다.
미국 1934년 국가화기법은 선택 사격 무기("기관총")에 200달러의 세금을 부과하여 슈넬포이어 총기의 미국 수출을 비실용적으로 만들었다. 당시 이는 새 자동차 가격의 약 절반에 해당했다. 제2차 세계 대전 후, 수입업자들은 미국 잉여 시장을 위해 제작된 분리형 탄창 슈넬포이어의 반자동 개조품을 판매했다. 중국에서 수입된 버전은 새로운 반자동 전용 프레임으로 제작되었다. ATF는 이를 법률상 새로운 총기로 취급하며, 골동품 및 유물 면제 대상이 아니다.

### PASAM 기관권총
브라질 정부는 1930년대 중반에 연방 지구 군사 경찰(Policia Militar do Distrito Federal)을 위해 500정의 7.63mm M1932 슈넬포이어 기관권총을 구매했다. PASAM(pistola automática semi-automática Mauser, 또는 "반자동/자동 마우저 권총")은 M1932를 기반으로 하지만 몇 가지 변경 사항이 있었다. 제어 장치는 표준 모델과 동일했지만, 표기가 포르투갈어였다. 선택 스위치(방아쇠 가드 위 왼쪽 측면에 위치)는 일반("보통" 또는 반자동)에 대해 N, "고속"(완전자동)에 대해 R로 표시되었다. 안전 제어 레버(해머 왼쪽에 위치)는 안전에 대해 S, 발사에 대해 F로 표시되었다. 이 총은 1980년대까지 브라질 주 군사 경찰(Polícia Militar) 부대에서 사용되었다. 그들은 반자동 기총으로 사용하는 것을 선호했으며, 반동과 총구 들림 때문에 완전자동 설정은 비상시에만 사용했다.
1970년에 리우데자네이루 군사 경찰(PMRJ)은 스페인 출신 총기 제작자 제너 다마우 아로요(Jener Damau Arroyo)에게 PASAM의 취급을 개선하기 위한 개조를 의뢰했다. 첫 번째 개조(PASAM MOD-1)는 101정이 개조되었는데, 탄창 하우징에 용접된 금속 프레임 확장부가 추가되었다. 총구 아래 총기 전방에 금속 전방 그립이 장착되었다. 원래 그립은 그대로 두어 나무 권총집/개머리판과 호환되도록 했다. 두 번째 개조(PASAM MOD-2)는 89정의 권총에 적용되었는데, 유사한 프레임 확장부를 특징으로 했지만, 전방 그립에는 나무 패널이 있었고 모양이 달랐다. 권총 그립 프레임은 더 두꺼운 직사각형 나무 그립을 사용했으며, 1.5-피트 (460 mm) "T자형" 금속 개머리판이 용접되었다. 리시버에 부착된 금속 프레임은 직사각형 나무 전방 그립을 지지하여 총열에 가해지는 압력을 덜었다. 두 모델 모두 총열은 발사 중 짧은 반동을 가능하게 하기 위해 자유로운 상태로 유지되었다. (295정의 PASAM은 원래 상태로 유지되었다). 이 총은 표준 분리형 10발 상자형 탄창을 사용했지만, 확장된 20발 및 40발 탄창도 사용할 수 있었다.

## 주목할 만한 복제품

### 중국 C.96 (7.63mm 마우저)
1912년 중화민국 건국 이래 중국에서 가장 흔하고 인기 있는 권총은 마우저 C96으로, 중국어로 "상자 총" (盒子炮)이라고 불렸다. 이것은 독일 제국과 스페인(아스트라 900 및 MM31)에서 수입되었지만, 주로 다양한 병기고에서 현지 생산되었으며, 가장 큰 곳은 한양, 상하이, 궁시엔, 산시였다. 이 총들은 종종 분리형 개머리판과 함께 사용되었다. 한양만 약 13,000정을 생산했다.

### 산시 17형 (.45 ACP)
20세기 초 중국 역사의 군벌 시대에 산시성(山西省)은 군벌 옌시산이 통치했으며, 그는 수도 타이위안시에 현대식 무기 공장을 설립했다. 옌은 그의 병사들에게 .45 ACP 탄약을 사용하는 현지 생산 톰슨 기관단총 복제품을 장비하고 있었지만, 그의 병사들의 권총이 7.63mm 구경 C96 권총이었기 때문에 보급에 어려움을 겪고 있었다.

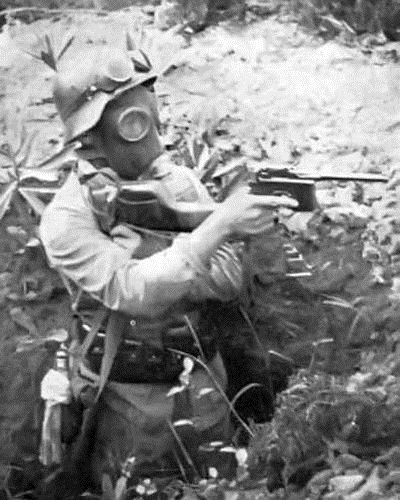
산시 17형을 조준하는 중국 병사

옌의 해결책은 C96의 .45 ACP 구경 버전을 생산하여 탄약을 표준화하고 보급 물류를 용이하게 하는 것이었다. 17형으로 지정된 .45 구경 권총은 1928년 타이위안 병기창에서 생산을 시작하여 1931년에 종료되었다. 이 총에는 (중국어로) 총기 왼쪽에 "17형", 오른쪽에 "민국 18년 산시성 제작"이라고 새겨져 있다. 이 총들은 (톰슨 기관단총과 함께) 산시성 철도 경비대원들에게 도적과 다른 군벌에 대한 방어용으로 지급되었다.
더 큰 탄약을 사용하는 것 외에도 산시 .45 권총은 7.63mm 총보다 훨씬 큰 프레임을 사용하며, 10발 탄창이 방아쇠 가드 아래로 확장되고 140mm (5.5인치) 총열을 가진다. 표준 7.63mm 마우저의 10발 스트리퍼 클립 대신 두 개의 5발 스트리퍼 클립을 사용하여 장전되었다. 전체 크기가 증가했기 때문에 17형 권총은 다른 C96 변형과 부품이 호환되지 않는다.
대부분의 산시 .45 권총은 국공 내전에서 공산당이 승리한 후 녹아내렸는데, 주로 중국 공산당 기준으로는 구경이 이례적이었기 때문이지만, 소수의 예시는 상업 시장에서 판매되기 위해 해외로 수출되었다. 약 8,500정의 산시 .45 구경 브룸핸들 권총이 타이위안 병기창에서 생산된 것으로 추정되지만, 현재 상업 시장에 있는 산시 .45 구경 브룸핸들 권총 중 옌의 병사들을 위해 실제로 생산된 것이 몇 정이며, 미국 수집가 시장을 위해 최근에 생산된 것이 몇 정인지에 대해서는 논쟁이 있다.

### ETAI / 로얄 모델 H
스페인 에이바르의 베이스테기 에르마노스에서 생산된 이 총은 시장에 나온 최초의 유사 마우저로, 1926년에 비교적 조잡한 반자동 모델이, 1927년에 완전자동 변형이 등장했다. 기계적으로는 마우저 원본과 비슷하게 배치되었지만, 분리 가능한 잠금 프레임은 없었다. 내부 부품(방아쇠, 해머, 안전 레버 등)은 프레임을 관통하는 핀과 나사를 중심으로 회전했다. 나사는 또한 프레임을 함께 고정했다. 볼트는 사각형인 마우저 볼트와 달리 원형 단면이었다. 이 총은 "로얄" 또는 "ETAI"로 각인되었다.
복제품은 중국에서 만들어졌다.

### 로얄 MM31 (모델 1)
베이스티귀는 모델 H의 개선된 버전인 MM31 – 모델로 밀리타르 1931을 선보였다. 여기에는 여러 가지 개선 사항이 포함되었다. 20발 고정 탄창 버전이 빠르게 도입되었고, 이어서 분리형 탄창 버전이 도입되어 10발 탄창과 분당 900발의 발사 속도를 가진 총에 내재된 문제를 해결했다.

### 로얄 MM31 (모델 2)
이것은 ETAI/Royal 모델 및 변형보다 마우저 원본에 훨씬 더 가까운 복제품으로, 완전 분리형 잠금 프레임을 가지고 있었다. 이전 총보다 훨씬 더 나은 품질이었지만, 여전히 마우저 수준에는 미치지 못했다. MM31은 1934년까지 제조되었다. 총 약 10,000정이 제작되었으며, 아마도 네 가지 연속적인 변형이 있었을 것이다. 이 모델들은 반자동 및 반자동/완전자동 선택 발사 변형으로 출시되었다.

### 로얄 MM34
이 모델은 MM31과 매우 유사하지만, 그립 내부에 기계식 발사 속도 감속기를 추가하고 발사 속도를 선택하는 3단계 레버가 있다. 또한 지속적인 완전 자동 사격 중 과열을 방지하는 데 도움이 되는 늑골이 있는 총열을 가지고 있다. 이 무기는 단 몇백정만 제작되었으며 오늘날 매우 희귀하다.

### 아줄 및 슈퍼 아줄
아줄 및 슈퍼 아줄 권총 또한 스페인 에이바르의 베이스테기 에르마노스에서 제조되었지만, 에울로히오 아로스테기(Eulogio Arostegui)가 판매했다. 아줄은 표준 C96의 복제품이었고, 슈퍼 아줄은 반자동/완전자동 선택 사격 변형이다. 각 총은 내부 상자형 탄창 대신 분리형 상자형 탄창을 사용한다.

### 연방 조례 M713 및 M714
1980년대 후반부터 1990년대 초반까지 캘리포니아 사우스 엘 몬테의 연방 조례 총기 회사(Federal Ordnance firearms company)는 마우저 1917 참호 카빈과 C96 권총의 복제품을 만들었으며, 각각 M713과 M714로 명명되었다.
M713은 고정 개머리판과 탄창을 가진 표준 변형과, 분리형 개머리판과 분리형 상자형 탄창을 가진 "디럭스" 변형으로 출시되었다. M714는 원래 C96과 달리 분리형 상자형 탄창을 지원하며, "볼로" 변형도 있는데, "볼로" 모델은 더 짧은 총열과 그립을 가지고 있다. M713과 M714의 모든 변형은 7.63×25mm 및 9×19mm 탄약을 사용할 수 있었다.

## 사용자
- 아르헨티나: 경찰에 지급[44]
- 오스트리아-헝가리: 제1차 세계 대전 중 독일에서 50,000정의 상업 모델 권총을 수입했으며, 대부분이 1916년에 수입[18][45]
- 오스트리아: 오스트리아 제1공화국에서 사용[46]
- 볼리비아: 차코 전쟁 당시 장교들이 휴대[47][48]
- 브라질:[29] 브라질 연방 지구 경찰은 20세기 초에 일부 C96 권총을 구매했다.[49] 1930년에 연방 지구 경찰은 500정의 M1932 권총을 주문했으며, 이 중 일부는 상파울루 공공 경찰도 구매했다.[50] 일부 경찰 병력은 로얄 MM34 권총을 구매했다.[51] 15발 탄창이 장착된 로얄 기관권총 두 정이 알라고아스 경찰에 의해 람피아오를 사살한 습격에서 사용되었다.[52] 1971년까지 세르지피 주 군사 경찰은 5정의 7.63 로얄 기관권총을 보유하고 있었다.[53] 브라질 대통령 워싱턴 루이스는 금으로 된 복제품을 소유했는데, 현재 리우데자네이루의 공화국 박물관 소장품 중 하나이다.
- 체코슬로바키아: 1919년 독립 선언 이후 사용된 다양한 권총 중 C96이 포함되었다.[54]
- 에티오피아: 하일레 셀라시에 황제 경호대를 위해 다수의 권총 구매[55]
- 일본 제국: 한국과 관동군의 경찰에서 사용; 1941년에는 향토 방위 부대에 도입. 마우저와 아스트라 권총은 중국에서 노획[56]
- 핀란드: 독일이 예거 운동과 이후 핀란드 백군에 1000정 납품. 1919년 7.65mm 구경을 포함한 여러 C96 권총 주문[45] 제2차 세계 대전 당시 614정의 권총이 남아 있었고 (9mm 343정, 7.63mm 271정) 이들은 주로 민방위대와 후방 부대에서 사용[57] C96은 경찰과 로타 스배르드 일부 회원들도 사용[58]
- 프랑스: 제1차 세계 대전 후 점령된 독일 영토의 헌병대에 2,000정 구매 및 지급[59]
- 독일 제국: 군 복무 장교 및 식민지 경찰 병력이 개인적으로 구매[60][61] 육군은 제1차 세계 대전 중 "레드 9" 변형 137,000정 지급[8]
- 인도네시아: 인도네시아 독립 전쟁 중 사용[62]
- 이란: 1911년경 1,000정 구매[50]
- 아일랜드 자유국: 1940년 말 295정 운용 중 보고됨[63]
- 이스라엘: 이스라엘 건국 전 팔레스타인 유대인 민병대가 다수의 C96 권총을 보유했으며, 독립 전쟁 중 하가나에서도 사용되어 1950년 봄까지 최소한 운용되었다. 슈넬포이어 변형도 사용되었다.[64]
- 이탈리아 왕국: 1899년 독일에서 해군용으로 5,000정의 슬랩사이드 C96 권총 구매[11] 제1차 세계 대전 중에는 공군에도 지급. 오스트리아 선박에서 상업 모델 권총 700정 노획[65]
- 라트비아: 1930년대까지 라트비아 경찰에서 일부 사용되었으며, 점차 발터 경찰권총으로 대체[66] 라트비아군도 소량 사용 (1936년 4월 기준 약 65정)[67]
- 만주국[56]
- 멕시코: 1898년부터 1900년 사이에 멕시코 정부에 소량의 권총 공급[68] 장교들도 개인적으로 구매[69][70]
- 나치 독일: 1942년 정규군에 19,000정 지급되었고, 슈넬포이어 변형은 토텐코프 사단과 독일 국방군의 정찰 부대에 지급되었으며, 제2차 세계 대전 중 루프트바페에도 8,000정 지급. 스페인산 아스트라 모델 900, 902, 904 변형 수천 정 구매[8]
- 네덜란드: 1930년대 후반 KNIL에서 구매[62]
- 노르웨이: M1930 모델[71]
- 오스만 제국: 1896년 독일에서 1,000정 주문[8]
- [[파일:{{{국기그림-1889}}}|22x20px|border |alt=청나라의 기]] 청나라[72]
- 틀:나라자료 중화민국 (1912년–1949년): 중국국민당, 공산당, 군벌 세력에서 수십만 정 사용[73]
- 러시아 제국: 1908년 장교들이 권총 구매를 허가받아 인기 있는 사이드암이 됨. 1909년부터 항공병에게 지급[74], 1915년에는 차량 운전자 및 기타 일부 특수 병과 군인들에게 지급[75] C96은 경찰 기관에서도 사용. 핀란드에서 독일 선박으로부터 소량의 총기를 노획하여 헌병에게 지급[57] 러시아 내전 중 백군이 볼로 권총을 대량으로 주문[76]난창 봉기 중 중국군이 사용한 마우저 C96 복제품

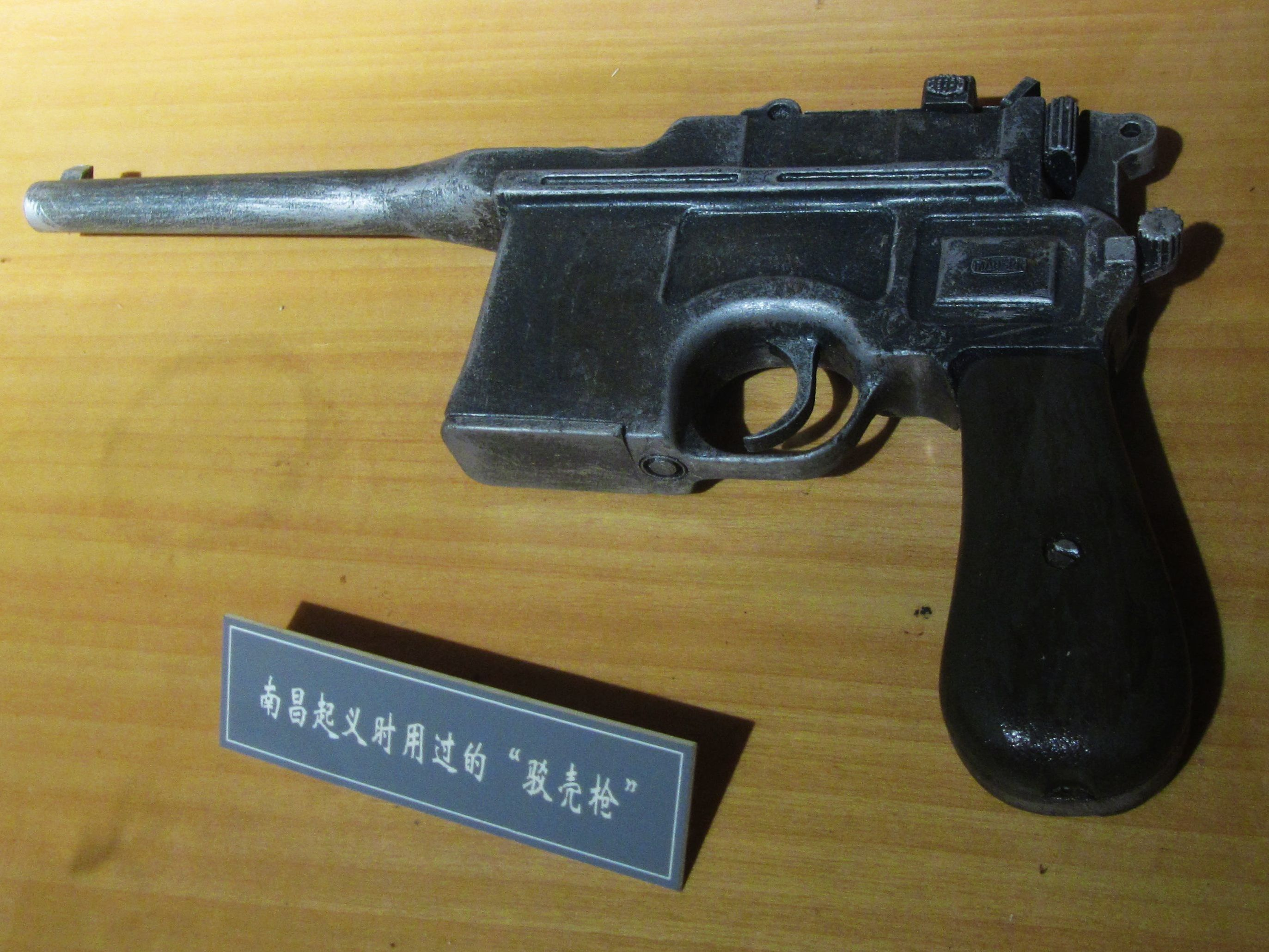
난창 봉기 중 중국군이 사용한 마우저 C96 복제품

- 스페인: 미국-스페인 전쟁 중 쿠바에서 일부 장교들이 휴대. C96 권총 및 현지 복제품이 리프 전쟁 중 장교들에게 지급[77][78]
- 스페인 제2공화국[8]
- 세르비아: 제1차 세계 대전 후 독일과 오스트리아로부터 배상금으로 다수의 권총 수령[79]
- 틀:나라자료 상하이 공공 조계: M1930 모델을 경찰이 구매[71]
- 트란스발 공화국: 모잠비크의 포르투갈 회사가 피에트 주베르에게 샘플을 제공한 후 100정 구매. 또한 다수의 시민들이 개인적으로 구매[80]
- 소련: 러시아 내전 중 사용 (주로 7.63mm 1912년 모델).[81] "볼로" 마우저는 백군에서 노획되었고, 전쟁이 끝난 후 7.63×25mm 마우저 구경으로 된 약 3만 정이 독일에서 추가로 주문되었다.[25][76][75] 이 총들은 1939년 말까지 최소한 붉은 군대의 지휘관들에게 지급되었다.[82] 겨울 전쟁 중 이 권총들은 붉은 군대의 스키 정찰대에 지급되었다.[83] 나치 독일이 소련에 전쟁을 선포한 후, 다수의 권총이 소련 파르티잔의 무기로 이전되었고, 일부 파르티잔 부대 지휘관들에게 지급되었다.[84]
- 틀:나라자료 라따나꼬신 왕국: 1908년 소량의 7.63mm 권총 구매[29][85]
- 튀르키예: 1930년 모델[71]
- 우크라이나: 2011년 기준 150정의 7.63mm 권총이 국방부 창고에 보관되어 있었음.[86]
- 영국: 제1차 세계 대전 이전에 많은 영국 장교들이 개인적으로 구매[12]
- 미국: 텍사스 레인저스, 현상금 사냥꾼 및 일부 보안관 부대에서 개인적으로 구매한 총기 사용[87] 많은 총기가 제1차, 제2차 세계 대전 참전 용사들의 전리품이기도 함.
- 베트남 민주공화국: 소련이 빌려주거나 인도차이나에서 프랑스군이 노획[88] 베트콩이 베트남 전쟁 중 마우저 C96을 복제[89]
- 바이마르 공화국: 경찰 병력 및 국방군 장교들이 사용[90]
- [[파일:{{{국기그림-1929}}}|22x20px|border |alt=유고슬라비아 왕국의 기]] 유고슬라비아 왕국: M1932가 경찰에 채택[71]

### 비국가 행위자
- 아일랜드 공화국군[91]
- 이탈리아 파르티잔[92]
- 말라야 공산당: 소련으로부터 소량 기증[5]
- 브라질 공산당: 아라과이아에서 로얄 기관권총 사용[93][94]
- 핀란드 독립 운동: 제1차 세계 대전 이전에 소량 밀수입되었으며, SS 존 그래프턴(SS John Grafton)호에 실린 약 300정의 권총이 포함[95][57]
- 핀란드 적위대: 내전 중 독일 선박으로부터 소량 노획[57]

## 대중문화
브룸핸들 마우저는 인기 있는 수집가용 총이다. 이 총은 러시아 혁명과 내전의 상징적인 무기로 소련 영화에서 인기를 얻었다. C96은 독특하고 즉시 알아볼 수 있는 모양 때문에 여러 영화(위대한 침묵 등, 이 영화에서 장루이 트랭티냥의 C96 사용은 의도적으로 영화 속 다른 인물들이 사용하는 콜트 싱글 액션 아미 리볼버와 대비된다) 및 TV 프로그램에서 "외국" 또는 "이국적인" 권총으로 자주 등장한다.
이 총은 영화 아라비아의 로렌스에서 튀르키예 장교의 표준 사이드암으로 묘사되며, 부상당하고 정신이 혼미한 튀르키예 장교가 열차를 탈선시킨 로렌스에게 이 총을 발사한다. 작가 이언 플레밍은 총기 전문가 제프리 부스로이드의 조언에 따라 제임스 본드 시리즈의 스메르시 요원들에게 마우저를 장비시켰다. C96은 영화 시리즈와 만화 속 버크 로저스 원자 권총의 영감이 되었으며, 인기 있는 장난감 버전은 1934년 데이지 제조 회사(Daisy Manufacturing Company)에서 생산되었다. C96은 스타워즈 영화에서 한 솔로의 소품 블라스터 권총(블라스텍 DL-44 중블라스터 권총이라는 이름으로)으로 개조되었다. 한 솔로의 스타워즈 블라스터는 짧아진 총열에 MG81 플래시 하이더와 헨솔트-베츨라(Hensoldt-Wetzlar) 스코프가 장착된 마우저 C96 권총으로 만들어졌다. 블라스터 복제품은 코스프레 커뮤니티에서 너무 인기가 많아 총기 수집가들은 팬들이 점점 희귀해지는 오리지널 마우저를 구매하여 블라스터 복제품으로 개조하고 있다는 사실을 알게 되었다. 이 총은 또한 영화 싯팅 타겟, 형사 브레이건, 조 키드에서도 중요하게 등장한다. 일본 장난감 제조업체 에폭 사는 1977년에 비디오 게임 콘솔인 TV 게임 시스템 10을 출시했는데, 이 콘솔에는 마우저 C96의 플라스틱 복제품이 라이트 건으로 포함되어 있다. C96 복제품은 1981년에 출시된 다음 콘솔인 에폭 카세트 비전과도 호환되었다. C96은 1934년 마르세유에서 블라도 체르노젬스키가 유고슬라비아 국왕 알렉산다르 1세를 암살하는 데 사용되었다.

## 같이 보기
- 베르그만-바야드 권총 – 벨기에에서 라이선스 생산된 유사한 독일 설계의 반자동 권총.

## 내용주
1. ↑  Ferguson, Johnathan (2017). 《The 'Broomhandle' Mauser》. Osprey Publishing.  p. 28.
2. ↑  Jowett, Philip (2012). 《Armies of the Balkan Wars 1912-13 : the priming charge for the Great War.》. Osprey Publishing. ISBN 978-1-299-58155-5. OCLC 842879929.
3. ↑  《Tales of the Gun: Automatic Pistols》 (Television Documentary). The History Channel. 1998.
4. ↑  Douglas de Souza Aguiar Junior (2017년 6월 25일). “O Museu de Polícia Militar de São Paulo”. 《Armas On-Line》 (브라질 포르투갈어).
5. 1 2  “Weapons of the Malay CTs 1948–1960”. 《17thdivision.tripod.com》. 2022년 10월 5일에 원본 문서에서 보존된 문서.
6. ↑  “A Look Back At The Mauser C96”.
7. 1 2 3 4 5 6 7  Wilson, R. (January 2009). 《Mauser C96 Broomhandle》. 《Australian & New Zealand Handgun》.
8. 1 2 3 4 5 6 7 8 9 10  “Spanish Guns”. 《1896mauser.com》. 2009년 2월 9일에 원본 문서에서 보존된 문서. 2009년 2월 28일에 확인함.
9. 1 2  Wilson (2009), p. 100.
10. ↑  Bishop, Chris, 편집. (1998). 《Guns in Combat》. Kent, UK: Grange Books. 93쪽. ISBN 1-84013-083-0.
11. 1 2 3  Skennerton (2005), p. 8.
12. 1 2  Maze (2002), pp. 56, 70.
13. ↑  McCollum, Ian (2021). 〈Domestic Chinese Designs〉. 《Pistols of the Warlords: Chinese Domestic Handguns, 1911 - 1949》. Headstamp Publishing. 112–159쪽. ISBN 9781733424639.
14. ↑  Rappaport, Helen (2009). 《The Last Days of the Romanovs: Tragedy at Ekaterinburg》. New York: St. Martin's Press. 181쪽. ISBN 978-0-31237-976-6.
15. ↑  Skennerton (2005), pp. 33–34.
16. ↑  Skennerton (2005), p. 33.
17. ↑  Mauser Pistolen: Development and Production, 1877–1946, Weaver, Speed, Schmid, Collector Grade Publications, Canada, PP. 193.
18. 1 2  “Mauser Model 1896 (C96) Pistol”. 《Manowar's Hungarian Weapons & History》. 2014년 12월 5일에 확인함.
19. ↑  Skennerton (2005), p. 5.
20. ↑  “French Gendarmerie C96: A German Pistol for the Occupation”. 2020년 4월 20일.
21. ↑  Wilson, R. L. (2000). 《The Official Price Guide to Gun Collecting》 3판. New York: House of Collectibles. 292–294쪽. ISBN 978-0-67660-153-4.
22. ↑  “Mauser C-96 Carbines”. 《askmisterscience.com》. 2019년 12월 20일에 확인함.[깨진 링크(과거 내용 찾기)]
23. ↑  “Magnificent Mausers: An Exploration of Unusual Pistols And Carbines”. 《American Rifleman》. 2014년 12월 5일에 확인함.
24. ↑  Bishop (1998), p. 94.
25. 1 2 3  Bishop (1998), p. 96.
26. ↑  Wilson (2009), p. 99.
27. 1 2 3 4 5 6 7  Olive, Ronaldo (2012년 8월 15일). “Brazilian PASAM Machine Pistol”. 《Forgotten Weapons》.
28. ↑  “Yugoslav Mauser-Schnellfeuer Automatic Pistols”. 《smallarmsreview.com》. 2021년 6월 24일에 원본 문서에서 보존된 문서. 2018년 2월 11일에 확인함.
29. 1 2 3 4 5  Hogg, Ian V., 편집. (1987). 《Jane's Infantry Weapons 1987–1988》. Jane's Publishing Group.
30. ↑  Shih, Bin (2018). 《China's Small Arms of the Second Sino-Japanese War (1937–1945)》. 63쪽.
31. ↑  Kinard, Jeff (2003). 《Pistols: an illustrated history of their impact》. Santa Barbara, California: ABC-CLIO. 183쪽. ISBN 1-85109-470-9. 2009년 9월 20일에 확인함.
32. ↑  “Shansei Chinese C96 Pistol”. 《Gunsworld.com》. 2009년 3월 11일에 원본 문서에서 보존된 문서. 2009년 3월 11일에 확인함.
33. 1 2 3 4  “Giant .45 'Broomhandle' from China”. 《International Antique Reproductions, Inc》. February 2001. 2007년 6월 22일에 원본 문서에서 보존된 문서. 2012년 9월 6일에 확인함.
34. ↑  “Chinese Warlord Pistols: The Huge Shanxi .45 ACP Broomhandle”. 2021년 6월 17일. 2023년 2월 1일에 원본 문서에서 보존된 문서.
35. ↑  Ian McCollum (2021) Pistols of the Warlords: Chinese Domestic Handguns, 1911 - 1949, Chapter 2: C96 Mauser Copies, pp. 224-233
36. ↑  Ian McCollum (2021) Pistols of the Warlords: Chinese Domestic Handguns, 1911 - 1949, Chapter 2: C96 Mauser Copies, pp. 228-229
37. 1 2 3  Peterson, Phillip (2016). 《Standard Catalog of Military Firearms: The Collector's Price and Reference Guide》. Gun Digest. 328–329쪽. ISBN 978-1-4402-4676-0.
38. 1 2 3  “Beistegui Hermanos”. 《kpn.nl》. 2006년 5월 12일.
39. ↑  “Etai selective-fire pistol”. 《임페리얼 전쟁 박물관》. 2017년 2월 4일에 확인함.
40. ↑  “Copy of a Knockoff: Chinese Warlord Version of a Bestigui Model H - Forgotten Weapons”. 2023년 1월 13일.
41. ↑  Calvó, Juan L. “Spanish Short Weapons, 1875-1950s Part 3 Chapter 11” (PDF). 《Catalogacion Armas.com》. 2016년 2월 3일에 확인함.
42. ↑  Hogg, Ivan V. (2004). 《Pistols of the World》 4판. Krause Publications. 20쪽. ISBN 0-87349-460-1.
43. ↑  Lee, Jerry (2013). 《2014 Standard Catalog of Firearms: The Collector's Price & Reference Guide》 24판. Gun Digest Books. 438쪽. ISBN 978-1-4402-3716-4.
44. ↑  Ferguson, Johnathan (2017). 《The 'Broomhandle' Mauser》. Osprey Publishing.  p. 58.
45. 1 2  “Database”. 《C96 Broomhandle Mauser》. 2012년 8월 1일에 원본 문서에서 보존된 문서. 2013년 11월 30일에 확인함.
46. ↑  Urrisk, Rolf M. (1990). 《Die Bewaffnung des österreichischen Bundesheeres, 1918-1990》 1. Aufl판. Graz: H. Weishaupt Verlag. ISBN 978-3-900310-53-0.
47. ↑  Huon, Jean (September 2013). “The Chaco War”. 《Small Arms Review》. 17권 3호. 2019년 8월 19일에 원본 문서에서 보존된 문서. 2018년 11월 17일에 확인함.
48. ↑  “La guerra del Chaco: the bloodiest Latin American war of the 20th century: Part I. - Free Online Library”. 《www.thefreelibrary.com》. 2023년 7월 9일에 확인함.
49. ↑  “Military and police handgun cartridges of Brazil. - Free Online Library”. 《www.thefreelibrary.com》. 2022년 12월 17일에 확인함.
50. 1 2  “Pistola Mauser C96 (Rev. 2)”. 《Armas On-Line》 (브라질 포르투갈어). 2011년 7월 14일. 2022년 12월 17일에 확인함.
51. ↑  “Astra, Royal e Azul; as "Rápidas" Espanholas”. 《Armas On-Line》 (브라질 포르투갈어). 2011년 7월 15일. 2022년 12월 17일에 확인함.
52. ↑  Mello, Frederico Pernambucano de (2011). 《Guerreiros do sol : violência e banditismo no Nordeste do Brasil》 5aição revia e atualizada판. São Paulo: A Girafa. ISBN 978-85-63610-05-8. OCLC 879852051.
53. ↑  A Evolução Tecnológica do Armamento e Equipamento Bélico da Polícia Militar do Estado de Sergipe (1835-2005) Ferraz Souza, Dilson
54. ↑  “Czechoslovak Weapons of World War II: part 1: Czechoslovakia was well-armed and fortified before World War II, but appeasers in Britain and France pulled the rug out, making "Munich" a synonym for betrayal. - Free Online Library”. 《www.thefreelibrary.com》. 2022년 12월 18일에 확인함.
55. ↑  Shant Christopheer. Infantry weapons: an encyclopedia of small arms. — M.: Omega, 2004. ISBN 5-465-00279-4
56. 1 2  “Japanese handguns of World War II: were they as bad as they looked? Pretty much, says Kokalis, who argues that the greatly increased recent interest in collecting them doesn't mean they still weren't ineffective guns.”.
57. 1 2 3 4  “Finnish Army 1918–1945: Revolvers & Pistols (Part 2)”. 《jaegerplatoon.net》. 2014년 12월 5일에 확인함.
58. ↑  “Small Arms of the Russo-Finnish Winter War: Part II: "Kollaa kestaa!". - Free Online Library”. 《www.thefreelibrary.com》. 2023년 7월 10일에 확인함.
59. ↑  McCollum, Ian (2020년 4월 20일). “French Gendarmerie C96: A German Pistol for the Occupation”. 《Forgotten Weapons》 (미국 영어). 2022년 12월 14일에 확인함.
60. ↑  “Pistols of the Schutztruppe and Overseas Forces”. 《www.germancolonialuniforms.co.uk》. 2024년 1월 22일에 확인함.
61. ↑  “Mauser C96 used by the Landespolizei of South West Africa”. 《www.germancolonialuniforms.co.uk》. 2024년 1월 22일에 확인함.
62. 1 2  “Small arms of the Koninlijk Nederlands-Indisch Leger: Part 2-from Bali to Papua: the KNIL enjoyed relative peace during the first half of the last century. Then the Japanese came. - Free Online Library”. 《www.thefreelibrary.com》. 2022년 12월 18일에 확인함.
63. ↑  Michael Kennedy, Victor Laing (2011). “The Irish Defence Forces 1940–1949 – The Chief of Staff's Reports”. Irish Manuscripts Commission. 21쪽. 2022년 3월 14일에 원본 문서에서 보존된 문서. 2022년 3월 14일에 확인함.
64. ↑  Reznikov, Alex. “IDF Small Arms - Pistols and Revolvers”. 《waronline.org》. 2015년 4월 28일에 원본 문서에서 보존된 문서.
65. ↑  《Small Arms of WWI Primer 09A*: Mauser C96: Italian Modello 1899》, 2021년 8월 9일, 2022년 12월 16일에 확인함
66. ↑  “"Walther" policijas pistole | Valsts policija - Facebook”. 《www.facebook.com》 (라트비아어). 2018년 3월 6일. 2021년 2월 6일에 확인함.
67. ↑  Dambītis, Kārlis (2016). 《Latvijas armijas artilērija 1919.-1940.g.: Vieta bruņotajos spēkos, struktūra un uzdevumi》 [Artillery of the Latvian Army (1918–1940): structure, tasks and place in the Armed forces] (PhD thesis). University of Latvia. 225쪽.
68. ↑  Firearms, Pony Express (2017년 8월 21일). “Mauser C96 Broomhandle Pistols Used in the Mexican Revolution, circa 1897-1900 | Parker Gun Store” (미국 영어). 2022년 12월 23일에 확인함.
69. ↑  “Guns of the Mexican revolution: revolutions devour their own, and nowhere was that more true than in Mexico. Being a leader tended to be very bad for your health. - Free Online Library”. 《www.thefreelibrary.com》. 2022년 12월 23일에 확인함.
70. ↑  Jowett, Philip S. (2006). 《The Mexican Revolution, 1910-20.》. A. M. De Quesada, Stephen Walsh. Oxford: Osprey Publishing. ISBN 978-1-4728-0718-2. OCLC 881164009.
71. 1 2 3 4  “The Broomhandle: whether carried by Chinese warlords, Waffen-SS men or comic book villains, this distinctive pistol is always immediately recognizable. - Free Online Library”. 《www.thefreelibrary.com》. 2022년 12월 17일에 확인함.
72. ↑  “Chinese Military & Police Handgun Cartridges From Confusion to QSZ-92”. 《www.thefreelibrary.com》. 2022년 12월 16일에 확인함.
73. ↑  Kinard, Jeff (2003). 《Pistols: an illustrated history of their impact》. Santa Barbara, California: ABC-CLIO. 183쪽. ISBN 1-85109-470-9. 2009년 9월 20일에 확인함.
74. ↑  Semyon Fedoseev. The same Mauser // Master Rifle magazine, No. 5-6, 1996. pp. 12-18
75. 1 2  K-96: the legend continues // Master Rifle magazine, No. 12 (153), December 2009
76. 1 2  “Russiam/Soviet military handguns--part 2 form Schwarzlose to Yarygin: Russia stuck with the revolver longer than most, but the list of its autoloaders is an interesting one. - Free Online Library”. 《www.thefreelibrary.com》. 2022년 12월 16일에 확인함.
77. ↑  “Small arms of the Spanish-American War part 2: the "splendid little war" set the USA on the path to world power, and Spain on the way to decline and authoritarian rule. - Free Online Library”. 《www.thefreelibrary.com》. 2023년 3월 15일에 확인함.
78. ↑  Ferguson, Johnathan (2017). 《The 'Broomhandle' Mauser》. Osprey Publishing.  p. 64.
79. ↑  “Serbian/Yugoslav military handgun cartridges. - Free Online Library”. 《www.thefreelibrary.com》. 2022년 12월 18일에 확인함.
80. ↑  “Military & police handgun cartridges of South Africa. - Free Online Library”. 《www.thefreelibrary.com》. 2022년 12월 18일에 확인함.
81. ↑  Hsieh, Wayne Wei-siang (2019년 9월 30일), 〈Military Strategy in the Civil War〉, 《Oxford Research Encyclopedia of American History》, Oxford University Press, doi:10.1093/acrefore/9780199329175.013.486, ISBN 978-0-19-932917-5, 2022년 12월 16일에 확인함
82. ↑  Soviet-Finnish war 1939-1940 Reader / A. E. Taras. - Minsk: Harvest, 1999.
83. ↑  P. Alexandrov. Return // Change magazine, No. 7-8, July 1941. pp. 14-15
84. ↑  Memory of a feat. Through the halls of the Central Order of the Red Star of the Museum of the Armed Forces of the USSR. - M .: Moskovsky worker, 1985.
85. ↑  Ferguson, Johnathan (2017). 《The 'Broomhandle' Mauser》. Osprey Publishing.  p. 22.
86. ↑  “Перелік військового майна Збройних Сил, яке може бути... | від 15.08.2011 No. 1022-р (Сторінка 9 з 14)”. 2016년 9월 27일. 2016년 9월 27일에 원본 문서에서 보존된 문서. 2023년 3월 20일에 확인함.
87. ↑  “Texas Ranger Wonder Gun: Broomhandle Mauser C96”. 《HistoryNet》 (미국 영어). 2022년 5월 13일. 2022년 12월 14일에 확인함.
88. ↑  “WWII German weapons during the Vietnam War”. 《wordpress.com》. 2015년 7월 10일. 2017년 12월 8일에 확인함.
89. ↑  No_Train8054 (2023년 6월 3일). “Cao Dai 763.A Mauser C96 copy made by the Viet Cong during the Vietnam War.Chambered in 7.63x25mm”. 《r/ForgottenWeapons》. 2025년 6월 21일에 확인함.
90. ↑  Kashevsky V.A. Infantry weapons of the Second World War. - Minsk: Harvest, 2004.
91. ↑  Scarlata, Paul (2009년 8월 20일). “Firearms of the Irish Civil Wars: Part 2 the Republicans”. 《Shotgun News》. 2014년 12월 5일에 확인함 – The Free Library 경유.
92. ↑  Gianluigi, Usai; Riccio, Ralph (2017년 1월 28일). 《Italian partisan weapons in WWII》. Schiffer Military History. 195쪽. ISBN 978-0764352102.
93. ↑  “Relatório Sobre a Luta no Araguaia”. 《www.marxists.org》. 2023년 7월 2일에 확인함.
94. ↑  “Glênio Fernandes de Sá Mililtante Político PCdoB Partido Comunista do Brasil RN Rio Grande do Norte Potiguar Natal Caraúbas Araguaia Guerrilha Guerrilheiro Livro Textos Vídeos Osvaldão DVD Multimídia DHnet - Direitos Humanos na Internet”. 《www.dhnet.org.br》. 2023년 7월 2일에 확인함.
95. ↑  “FINNISH ARMY 1918 - 1945: RIFLES PART 6”. 2023년 3월 20일. 2023년 3월 20일에 원본 문서에서 보존된 문서. 2023년 7월 10일에 확인함.
96. ↑  “Turning the Western on its head: Simple subversion in Sergio Corbucci's The Great Silence (1968)”. 《Offscreen》. 2015년 10월 26일에 확인함.
97. ↑  Macintyre, Ben (2012년 2월 2일). 《For Your Eyes Only: Ian Fleming and James Bond》. A&C Black. 114쪽. ISBN 978-1-4088-3064-2.
98. ↑  Dille, Robert C., 편집. (1969). 《The Collected Works of Buck Rogers in the 25th Century》. New York: Chelsea Hous Publishers.
99. ↑  “History”. 《Daisy Museum.com》. 2017년 4월 5일. 2017년 9월 23일에 원본 문서에서 보존된 문서.
100. ↑  “해리슨 포드의 오리지널 한 솔로 블라스터 '경매에서 50만 달러에 팔릴 것'”. 《가디언》. 2022년 8월 12일. 2022년 8월 12일에 확인함.
101. ↑  Sadowski, Robert (2023). 《Gun Trader's Guide》 (영어) 45판. New York, NY: 스카이호스 퍼블리싱. ISBN 978-1-5107-7731-6.
102. ↑  Chan, Norman (2012년 12월 12일). “How Obsessive Fans Built a Better Han Solo Blaster”. 《Jamie & Adam Tested》. 2015년 1월 23일에 확인함.
103. ↑  “Epoch TV Game System 10”. 《Centre for Computing History UK》. 2021년 8월 23일에 확인함.
104. ↑  “The Forgotten Epic: Epoch TV Game System 10”. 《TheGameScholar.com》. 2020년 6월 10일. 2021년 8월 23일에 확인함.
105. ↑  “Epoch and the Cassette Vision – 1997 Developer Interview with hardware engineer/designer Masayuki Horie”. 《ShmupLations.com》. 2021년 8월 23일에 확인함.
106. ↑  de Launay, Jacques (1974). 《Les grandes controverses de l'histoire contemporaine 1914–1945》. Edito-Service Histoire Secrete de Notre Temps. 568쪽.